# Rathaus Nikolassee
Das Rathaus Nikolassee ist das ehemalige Rathaus der einstmals selbstständigen Landgemeinde Nikolassee, die 1920 nach Berlin eingemeindet wurde und seit 2001 ein Ortsteil des Bezirks Steglitz-Zehlendorf ist.
Das Bauwerk wurde von 1912 bis 1913 nach Entwürfen von Bruno Möhring am Hohenzollernplatz in unmittelbarer Nähe des S-Bahnhofs Nikolassee errichtet. Stiltechnisch orientiert sich das Rathaus mit dem hohen Walmdach und der Laterne am ländlichen norddeutschen Barock, zeigt allerdings bereits deutliche Anklänge an die Reformarchitektur. Ein Relief über dem Hauptportal zeigt den Heiligen Nikolaus, den Namenspatron von Nikolassee. Am 15. Oktober 1913 wurde der repräsentative Sitzungssaal erstmals von der Gemeindevertretung benutzt. Für die heute nur noch in Teilen vorhandene Ausmalung der Kassettendecke sorgte der aus Nikolassee stammende Maler August Unger.
Durch die Eingemeindung von Nikolassee nach Groß-Berlin im Jahr 1920 verlor das Rathaus seine Funktion. Der Umbau zu einem Schulgebäude erfolgte 1934. Heute wird das ehemalige Rathausgebäude von der Berliner Polizei als Dienstgebäude benutzt.